# 豬苗代盛國
猪苗代盛國（日语：いなわしろ もりくに，1536年—？），日本戰國時代安土桃山時代的武將、猪苗代氏第12代家督，也是蘆名氏的家臣。

## 生平
猪苗代氏是桓武平氏、三浦氏一脈蘆名氏的支流。豬苗代氏世代為蘆名氏的重臣，但因自立傾向較強，背離反復無常。
盛國最初為蘆名盛氏的家臣，天正13年（1585年）將家督讓給嫡男猪苗代盛胤後隱居。然而因盛國較溺愛後妻的小孩宗國，天正16年（1588年）後妻提出「廢長立幼」的讒言，使盛胤被迫讓出猪苗代城。此時盛國接受伊達氏的策反加入伊達軍方，在摺上原之戰擔任先鋒之一使蘆名氏慘敗。而宗國是向伊達方提出的人質，後因戰爭功績列為伊達氏的準一門行列，獲得5,000石的俸祿。
猪苗代氏的家督後由次男宗國繼承。